# 그림쟁이
그림쟁이는 화가를 낮잡아 부르는 말로, 그림과 ~하는 사람이라는 뜻을 가진 접미사 쟁이가 합쳐진 말이다. 화가는 보통 직업인 회화가를 지칭하는 것과 달리 그림쟁이는 그림을 그리는 사람을 의미한다. 다만 접미사인 쟁이가 비하 표현이기 때문에 화가와 같은 사람을 비하하는 욕설이라고 볼 수 있다. 최근에는 자신을 낮춰말하기 위해 그림 그리기가 취미인 사람이라는 뜻으로 사용되고 있으며 비하의 의미도 점점 퇴색되고 있다. 비슷한 맥락의 단어로 글쟁이가 있다. 최근에는 신조어로서 그림러라는 말도 쓰인다.

## 특징
자신을 그림쟁이라고 부르는 사람들은 주고 10대에서 20대 학생이나 아마추어같은 사람들이 많지만, 전문 일러스트레이터나 화가, 만화가도 자신을 그림쟁이라고 불러달라고 자처하는 경우가 적지 않다.